# La Blancherie
Das Stadion La Blancherie befindet sich in Delémont (dt. Delsberg) und ist Heimstätte des Fussballclubs SR Delémont. Das Stadion wurde 1986 gebaut, 2009 renoviert und ist im Besitz der Stadt Delémont.
Die Stadionkapazität beträgt insgesamt 5200 Plätze. Davon sind 600 Sitzplätze und 4600 Stehplätze. Die Spielfläche besteht aus Naturrasen.